# Maria Minicuci
Maria Minicuci (Melito di Porto Salvo, 1943) è un'antropologa italiana.

## Biografia
Maria Minicuci è nata a Melito di Porto Salvo, in provincia di Reggio Calabria, nel 1943. Ha studiato a Messina dove ha conseguito la Laurea in Lettere e Filosofia. Ha frequentato a Parigi l'École des hautes études en sciences sociales. Dal 1970 al 1975 ha lì seguito un corso di formazione alla ricerca in Scienze Sociali, conseguendo il diploma. Si è interessata a tematiche quali la famiglia e la parentela in Calabria, ha svolto dal 1975 al 1978 una prolungata ricerca sul campo a Zaccanopoli, comunità calabrese, osservando in particolar modo le strategie matrimoniali e le modalità di trasmissione del patrimonio. Il lavoro preparato per la tesi si è tradotto in una pubblicazione italiana dal titolo "Le strategie matrimoniali in una comunità calabrese" del 1981.
Agli inizi del suo percorso scientifico si è occupata anche di ritualità, di emigrazione e di museografia. I risultati delle ricerche in questo ambito sono stati editi in riviste e in volumi collettanei. Ha pubblicato libri, saggi, e curato pubblicazioni su riviste e volumi italiani e stranieri su tematiche relative alla donna, al parto, alla memoria, alla casa, all'organizzazione politica, indagate in aree rurali calabresi. Nel 1984 ha condotto una ricerca presso l'archivio del Tribunale di Palmi, sui processi di violenza carnale, i cui risultati sono stati pubblicati nel volume “Il segreto ovvero della verginità violata” nel 1988.
Dal 1987 al 1988 ha insegnato Ethnologie Sociale ed Ethnologie Regionale all'Università di Aix-en Provence dove ha tenuto anche un corso per gli studenti di dottorato di 3° ciclo; ha trascorso un anno all'Institute of Social Anthropology di Oxford ed è stata membro del St Antony's College; è stata, in più occasioni, e per diversi mesi, in università americane, in particolare Austin e Harvard. Tra il 1993 e il 1994 ha partecipato ad una ricerca con Paul Stirling e Neville Colclough dell'Università del Kent in Canterbury sulla riforma agraria nell'area del Metapontino, finanziata dal CNR e dal British Council. Successivamente a quest'esperienza ha deciso di effettuare una propria ricerca dal 1994 al 1997 a Scanzano Jonico, paese dell'area metapontina, da cui sono scaturite riflessioni sulle politiche dell'identità e sul ceto politico locale in anni di transizione.
Per molti anni ha insegnato all'Università degli Studi di Messina . Dal 1970 è stata assistente incaricata e dal 1971 assistente ordinaria alla Cattedra di Storia delle tradizioni popolari della Facoltà di Magistero, nel 1983 è diventata professore associato di Antropologia culturale e dal 1990 professore ordinario. Inoltre è stata Direttore dell'Istituto di Storia dell'arte della Facoltà di Magistero dal 1986 al 1995. Si è trasferita a Roma nel 1996, dove ha insegnato all'Università La Sapienza fino al 2013. Alla "Sapienza" è stata professore ordinario di Etnologia delle Culture mediterranee e ha ricoperto diversi incarichi istituzionali: dal 1998 al 2002 è stata Direttore del Dipartimento di "Studi Glottoantropologici e Discipline musicali", dal 2001 al 2004 è stata coordinatrice del dottorato in Scienze etnoantropologiche "Pratiche dell' antropologia e antropologia delle pratiche", e dal 2002 ha assunto il coordinamento del biennio in Discipline etnoantropologiche. Ha inoltre diretto per tre anni la Missione Etnologica Italiana in Messico, finanziata dal MAE (Ministero degli Affari Esteri).
Dal 2005 si è occupata di antropologia delle istituzioni. I suoi interessi si sono riflessi sull'insegnamento: negli ultimi anni alla “Sapienza” ha tenuto corsi e seminari di Antropologia dello Stato per la laurea magistrale e di Antropologia politica per il triennio. Nel 2006 ha diretto e coordinato un progetto di ricerca all'interno delle pubbliche amministrazioni, commissionato dal Dipartimento della funzione pubblica e dal Formez e intitolato “Sostegno e coordinamento ai processi di mobilità nelle pubbliche amministrazioni”, i cui risultati sono raccolti nel volume da lei curato “La mobilità nel pubblico impiego:una ricerca antropologica”.
Fa parte del comitato di redazione della rivista “Meridiana”, ha fatto parte del comitato scientifico del MuCEM (Musée des Civilisations de l'Europe et de la Méditerranée) di Marsiglia, ed è membro dell'ADAM (Association des anthropologues de la Méditerranée) e dell'American Anthropological Association.

## Temi di studio e di ricerca
Vari sono i temi a cui Maria Minicuci ha rivolto la sua attenzione nel corso della sua carriera. Si è interessata a tematiche quali la famiglia e le relazioni di parentela, osservando in particolare le strategie matrimoniali messe in atto in una comunità calabrese, Zaccanopoli. Nel paese riscontra una forte endogamia di villaggio e di parentela e chiare preferenze e proibizioni circa la scelta del partner. Essendo la terra affidata in dote alle donne, le strategie matrimoniali consentono di tenere sotto controllo la circolazione del patrimonio e di evitare processi di accumulazione. L'antropologa ha riflettuto sul ruolo e le funzioni della famiglia in un'area definita, portando alla luce tutto ciò che intorno all'istituto familiare si è mosso e analizzando tutti gli ambiti della cultura e delle pratiche sociali con cui esso entra in relazione.
Maria Minicuci ha prodotto inoltre analisi e riflessioni che ruotano intorno alla figura della donna e alla condizione femminile in zone di agricoltura e di allevamento in area siciliana e calabrese. Ha descritto il ruolo delle donne, il loro linguaggio e il loro rapporto con la memoria, le attività svolte all'interno dei cicli produttivi e dell'intero sistema sociale. Si è interessata alla percezione del femminile, che si radica in un sistema mitico-simbolico che colloca l'uomo dalla parte della cultura e la donna più vicina alla natura e che presenta il sesso maschile come forte e quello femminile come debole e subordinato. Ha condotto una ricerca sui documenti di un tribunale di un paese calabrese relativi a casi di incesto consumato o tentato per l'arco di tempo 1943-1983, che mette in luce un mondo fatto di violenza e sottosviluppo, in cui si ha una certa immagine del ruolo della donna e della condizione femminile.
Un'altra delle aree di lavoro di Minicuci è quella relativa all'analisi dei cambiamenti avvenuti nel Metapontino successivamente all'attuazione della Riforma fondiaria nel 1950. L'antropologa si è soffermata sui processi di costruzione di identità, sugli sforzi attuati da persone diverse tra loro per creare dal nulla nuove comunità, e sulle vicende politiche locali. Ha restituito la testimonianza di un contadino, pubblicandone l'autobiografia, che non è solo storia di una persona, ma anche di un ceto, di una condizione, e di una terra. A Scanzano Jonico ha analizzato le scelte effettuate dalla popolazione fin dal momento dell'arrivo, i problemi affrontati, l'azione politica e amministrativa, dedicando un'attenzione tanto alle pratiche, quanto alle dimensioni espressive e alle rappresentazioni dei protagonisti.
Pur compiendo ricerche su tematiche quali l'identità o la storia degli studi antropologici stranieri sull'Italia Meridionale, dal 2005 Maria Minicuci ha dedicato prevalentemente la sua attenzione all'antropologia del politico e delle istituzioni. Ha diretto e coordinato una ricerca nell'ambito del progetto “sostegno e coordinamento ai processi di mobilità nelle pubbliche amministrazioni del Mezzogiorno” promosso dal Dipartimento della funzione pubblica e realizzato dal Formez. La ricerca, effettuata presso il Comune di Napoli e l'agenzia del territorio di Palermo, ha consentito di evidenziare i fattori che influenzano la propensione alla mobilità. Nel valutare il tema della mobilità, non possono essere sottovalutati alcuni elementi, quali ad esempio l'ambiguità del termine stesso, che viene percepito in maniera positiva o negativa a seconda dei casi, le modalità di reclutamento, le ragioni di natura economica, nonché aspetti relativi agli spazi privati delle persone, come la famiglia e l'incidenza del genere sul lavoro.

## Opere

### Volumi
- Politica e Politiche: etnografia di un paese di riforma: Scanzano Jonico, CISU - Centro d'Informazione e Stampa Universitaria, 2012
- Ci trovammo bene nel futuro: storia di una vita di un contadino: Antonio Mele, a cura e con introduzione di Maria Minicuci, Argo, 1997
- Qui e altrove: famiglie di Calabria e di Argentina, Franco Angeli, 1989
- Il segreto, ovvero Della verginità violata, Soveria Mannelli: Rubbettino, 1988
- Le strategie matrimoniali in una comunità calabrese: saggi demo-antropologici, Soveria Mannelli: Rubbettino, 1981

### Saggi in volumi collettanei
- A proposito di paese, in Il cannocchiale sulle retrovie. Pietro Clemente: il mestiere dell'antropologo, a cura di Alberto M. Sobrero, CISU - Centro d'Informazione e Stampa Universitaria, 2012, pp. 63–67
- Antropologia e pubbliche amministrazioni: un'indagine etnografica,in La mobilità nel pubblico impiego: una ricerca antropologica, a cura di Maria Minicuci, Quaderni del FORMEZ, 2007, pp. 15–29
- Family and Ideology, in collaborazione con Berardino Palumbo, in L'Anthropologie de la Mèditerranèe/ Anthropology of the Mediterranean, Actes du colloque international, aix-en-Provence, 14-17 mai, a cura di Dionigi Albera, Anton Blok, Christian Bromberger, Maissoneuve et Larose, 2001, pp. 231–253
- Osservare, raccontare, proporre. Linee per la costruzione di Centro di documentazione della Riforma fondiaria, in Memoria, terreni, musei: contributi di antropologia, archeologia, geografia, a cura di Francesco Remotti, Edizioni dell'Orso, 2000, pp. 305–326
- La genealogia: uno dei percorsi delle identità, in Famiglia meridionale senza familismo: strategie economiche, reti di relazione e parentela, a cura di Benedetto Meloni, Meridiana Libri, 1997, pp. 325–336
- Le parcours gènèalogique: quete d' identitè parmi d' autres, in La gènèalogie entre science et passion, a cura di Tiphaine Barthélemy, Marie-Claude Pingaud, Paris : Comité des travaux historiques et scientifiques, 1997
- Conservare, riprodurre, progettare: la memoria femminile tra passato e futuro, in I signori della memoria e dell'oblio: figure della comunicazione nella cultura antica, a cura di Maurizio Bettini, Scandicci: Nuova Italia, 1996
- Time and Memory: Two villages in Calabria, in Time: Histories and Ethnology a cura di Diane Owen Huges e Thomas R. Trautmann, Ann Arbor: University of Michigan Press., 1995, pp. 71–106
- Il pastore e il meraviglioso, in Per il decennale della Biblioteca calabrese di Soriano Calabro: 1981-1991, a cura di Nicola Provenzano, Jason, 1992, pp. 107–123
- La memoria genealogica in un paese della Calabria di oggi, in Le modèle familial européen. Normes, dèviances, controle du pouvoir. Actes des séminaires organisés par l'École française de Rome et l'Università di Roma, École française de Rome, 1986, pp. 155–163
- Notes on the conditions of women in a southern Italian village, in Women of the Mediterranean, a cura di Monique Gadant, Atlantic Highlands, 1986
- Nascere e partorire tra presente e passato, in Le culture del parto, a cura di Ann Oakley, Feltrinelli, 1985, pp. 55–62
- Per una storia della donna attraverso l'indagine sugli strumenti e le tecniche del lavoro femminile, in Per un atlante aperto dei beni culturali della Calabria: situazione, problemi, prospettive: atti del 7º Congresso storico calabrese : Vibo Valentia-Mileto, 11-14 marzo 1982, Gangemi, 1985, pp. 619–626
- La Casa Natale, La Casa Sognata: Zaccanopoli, in L‘architettura popolare in Italia: Calabria, a cura di Francesco Faeta, Laterza, 1984
- Tre esperienze di museografia folklorica: note e riflessioni, in collaborazione con Francesco Faeta e Francesco S. Meligrana, in Studi dedicati a Carmelo Trasselli, a cura di Carmelo Trasselli e Giovanni Motta, Rubbettino, 1983, pp. 357–372
- Note per lo studio delle tradizioni popolari nei sinodi diocesani calabresi, in Civiltà di Calabria: studi in memoria di Filippo De Nobili, a cura di Augusto Placanica, Chiaravalle Centrale: Effe Emme, 1976

### Articoli in riviste
- “Introduzione”, in collaborazione con Mariano Pavanello, in Meridiana, rivista di storia e scienze sociali, n. 68 (Antropologia delle Istituzioni), 2010, pp. 9–35
- “Narrative di rivolta”, in Voci. Annuale di Scienze umane, n. VII-VIII, 2010, pp. 251–278
- “Antropologi e mezzogiorno”, in Meridiana, rivista di storia e scienze sociali, n. 47-48 (Mezzogiorno in idea), 2003, pp. 95–135
- “[Review of] Politics and Symbols: The Italian Communist Party and the Fall of Communism”, in American Ethnologist, vol. XXV, n. 3, 1998, pp 540–541
- “Je me souviens d'Italo Signorini…”, in Ethnologie française, vol. XXIV, n. 3, 1994, pp.642-648
- “Dalle famiglie alle clientele", in Riunirsi, riconoscersi, rappresentarsi, numero monografico della rivista L'Uomo, a cura di Maria Minicuci, vol. VII, n.1/2, Università “La Sapienza”, 1994
- “Essere e apparire: note sulla condizione femminile nella realtà e nella rappresentazione di una comunità calabrese”, in Donna e Società, nn. 26-27, 1987, pp. 343–353
- “Tempo mitico e tempo storico in una comunità rurale calabrese”, in Nuovi Annali della Facoltà di Magistero, Università di Messina n. 4, 1986, pp. 637–649, edito anche in Mito, storia e società, atti del III Congresso internazionale di studi antropologici siciliani (Palermo 7-9 dicembre 1981), Quaderni del circolo semiologico siciliano, n. 22-23, 1987, pp. 523–532
- “Dal sociale al sessuale: l'amore per il diverso l'amore per l'uguale”, in L'Uomo, vol. X, n. 2, 1986
- “Il Sistema di Denominazione in un Paese dell‘ Italia Meridionale”, in L'Uomo, vol. VII, n. 1/2 ,1983, pp. 205–217
- “Il disordine ordinato: l'organizzazione dello spazio in un villaggio rurale calabrese” , in Storia della città n. 24, 1982, pp. 93–118